# Systoechus affinis
Systoechus affinis är en tvåvingeart som beskrevs av Hesse 1938. Systoechus affinis ingår i släktet Systoechus och familjen svävflugor. Inga underarter finns listade i Catalogue of Life.